# Susana Mourato
Susana Mourato (Lisboa, 21 de janeiro de 1964) é uma cientista portuguesa, especializada em economia do ambiente. É actualmente Professora de Economia Ambiental na London School of Economics A sua área de investigação é a "avaliação ambiental, que se preocupa em medir o valor económico de externalidades ambientais para as quais não há mercado".

## Biografia
Licenciada em Economia pela Universidade Católica Portuguesa em 1987, fez depois um mestrado em Economia na Universidade Nova de Lisboa. Doutorou-se em 1999 em Economia do Ambiente, pelo departamento de Economia da University College London, recebendo uma bolsa da Fundação para a Ciência e para a Tecnologia no âmbito do programa Praxis XXI. Foi orientada por Richard Blundell.